# Kálvária sugárút (Szeged)
A Kálvária sugárút Szegeden a Dugonics tér és a Városgazda utca között húzódik. Jelenleg a 3-as és a 3F villamos közlekedik rajta.

## Története
A sugárút az 1879-es szegedi nagy árvíz után épült.